# سیارک ۱۹۵۴۴
سیارک ۱۹۵۴۴ (به انگلیسی: 19544 Avramkottke، نامگذاری:1999JN33) نوزده هزار و پانصد و چهل و چهارمین سیارک کشف شده‌است که در ۱۰ مه ۱۹۹۹ کشف شد.
قدر مطلق سیارک برابر ۱۵.۵ است.